# Empis leptomorion
Empis leptomorion är en tvåvingeart som beskrevs av Mario Bezzi 1909. Empis leptomorion ingår i släktet Empis och familjen dansflugor. Inga underarter finns listade i Catalogue of Life.